# Daniel Paillé
Cet article concerne l'homme politique. Pour le joueur de hockey sur glace, voir Daniel Paille.
Pour les articles homonymes, voir Paillé.
Daniel Paillé, né le 1er avril 1950 à Montréal, est un économiste, administrateur, professeur et homme politique québécois. 
Député péquiste à l'Assemblée nationale du Québec de la circonscription de Prévost de 1994 à 1996, il est ministre de l'Industrie, du Commerce, de la Science et de la Technologie au sein du gouvernement de Jacques Parizeau.
Il est député bloquiste à la Chambre des communes du Canada de la circonscription d'Hochelaga de 2009 à 2011. Il est chef du Bloc québécois de 2011 à 2013.

## Biographie
Né à Montréal en avril 1950, Daniel Paillé est bachelier en administration des affaires de l'École des hautes études commerciales de Montréal (HEC) et détient une maîtrise en sciences économiques de l'Université du Québec à Montréal (UQAM).
Élu député du Parti québécois à l'Assemblée nationale du Québec dans la circonscription de Prévost aux élections générales du 12 septembre 1994, il est nommé ministre de l'Industrie, du Commerce, de la Science et de la Technologie du gouvernement de Jacques Parizeau le 26 septembre 1994. Lors de la formation du gouvernement de Lucien Bouchard en 29 janvier 1996, il refuse d’occuper une fonction de ministre délégué au même ministère et se retrouve exclus du conseil des ministres.
Le 19 novembre 1996, il donne sa démission comme député de l'Assemblée nationale et retourne à sa profession de financier. Il est, tour à tour, vice-président exécutif et chef de la direction financière de la Société générale de financement, du Groupe Canam-Manac (et de Canam Steel Corp USA). Avant d'entrer en politique, il était vice-président principal, acquisitions, du Groupe Québécor.
En juin 2005, il devient professeur invité, puis professeur associé à HEC Montréal, la faculté des sciences administratives de l'Université de Montréal. Il y enseigne la finance d'entreprise, la gestion monétaire, les investissements, l'éthique et la réglementation mobilière.
En 2009, il fait un retour en politique. Acceptant d’abord d’être conseiller du Bloc québécois en matière économique, il obtient ensuite facilement l'investiture bloquiste pour l'élection partielle du 9 novembre 2009 dans la circonscription fédérale d'Hochelaga. En dépit d’une campagne de publicité négative où le Nouveau Parti démocratique « rappelait que Daniel Paillé a travaillé pour le gouvernement Harper en 2007 », donnant à croire qu’il « avait été payé 750 000 $ par le Parti conservateur », Paillé l'emporte aisément le 9 novembre avec une majorité absolue. Il s’agit d’une 7e victoire consécutive du Bloc québécois dans Hochelaga. Tentant une réélection en 2011, il est défait par la néo-démocrate Marjolaine Boutin-Sweet. Au lendemain de ce qu'il qualifie de "tsunami" politique, il invite ses collègues à prendre le temps de décanter les leçons de "cette volée". Les éditorialistes et chroniqueurs saluent son "sens pragmatique et son réalisme politique". En juin 2011, il renonce, malgré des appuis importants, à la succession de Gilles Duceppe à la tête du Bloc québécois, estimant que le nouveau chef devrait s'engager pour au moins une décennie et qu'il ne faut pas associer le temps que prend un peuple à s'affirmer et la durée de vie des individus.
À la suite d'une intense campagne pour le convaincre de changer d'avis, il se lance dans la course à la chefferie du Bloc québécois le 4 octobre 2011. Il est élu chef du Bloc le 11 décembre 2011, obtenant 61 % des votes au deuxième tour. Le taux de participation s'élève à 38 %.
Durant ses premières années à titre de chef du Bloc québécois, il se consacre à redresser les finances du parti, renouveler le membership et coordonner les travaux des députés à la Chambre des communes. À la suite d'un diagnostic médical sans appel, il choisit de remettre sa démission le 16 décembre 2013.
Il est candidat défait à l'élection présidentielle du Mouvement Desjardins, le 19 mars 2016.
À partir de mai 2017, Daniel Paillé est administrateur indépendant du Groupe TVA Inc., société inscrite à la bourse sous le signe TVA-B.TO, et membre du comité d'audit et de gestion des risques.

## Vie privée
Daniel Paillé est le père d'Alexandre Paillé, journaliste, et de Louis-Charles Paillé. Il est le conjoint de Danielle Arcand.
Il est l'oncle de Pascal-Pierre Paillé, député bloquiste au parlement canadien à Ottawa de 2008 à 2011.

## Parcours au gouvernement du Québec
- Secrétaire particulier au cabinet du ministre Jacques Parizeau (Finances, Revenu, Conseil du trésor), 1976-1980
- Adjoint au président-directeur général de la Caisse de dépôt et placement du Québec, 1980-1981
- Économiste, puis directeur général au ministère des Finances, 1981-1988
- Vice-président, planification des participations, Caisse de dépôt et placement du Québec, 1988-1989
- Premier vice-président à la participation, Caisse de dépôt et placement, 1989-1992
- Vice-président et chef de la direction financière, Société générale de financement, décembre 1996-juin 2001

## Parcours politique
- Chef du Bloc Québécois, décembre 2011 - décembre 2013
- Député à la Chambre des communes du Canada, Hochelaga, septembre 2009 - mai 2011
- Député à l'Assemblée nationale du Québec, Prévost, septembre 1994 - novembre 1996
- Ministre de l'Industrie, Commerce, Sciences et Technologie, septembre 1994 - janvier 1996.

## Parcours dans l’entreprise privée
- Vice-président principal au développement des affaires, Québécor inc., 1992-1994
- Vice-président et responsable de la gestion financière, Canam Manac, 2001-2005
- Membre de plusieurs conseils d'administration

## Parcours dans l’enseignement
- Chargé de cours en économie dans différentes institutions (Université Laval, Université du Québec à Montréal, Cégep de Bois-de-Boulogne), 1973-1983.
- Professeur invité et associé en formation sur le financement des entreprises, École des hautes études commerciales de Montréal, 2005-2009.

## Divers
- Préside l'enquête indépendante sur les pratiques d'octroi des contrats de sondages du gouvernement fédéral entre 1990 et 2003, avril-décembre 2007. Son rapport, déposé en octobre 2007, est rendu public en décembre 2007. L'enquête a confirmé les rapports précédents émis par la Vérificatrice générale du Canada voulant qu'aucune malversation ne pouvait être démontrée. Par ailleurs, le rapport indiquait que le gouvernement conservateur avait augmenté son recours à des sondages de diverses natures malgré son engagement à réduire ce type de dépenses.

## Publications
- Daniel Paillé, « Droit de regard souhaitable [sur la Caisse de Dépôts et Placements] », La Presse , 1er avril 2009
- Daniel Paillé, « Victimes de leur turpitude », Cyberpresse, 17 décembre 2008
- Daniel Paillé, « Allumez les lampions ! », La Presse, 26 août 2006